# Universidad Gazi
La Universidad Gazi (en turco: Gazi Üniversitesi) es una universidad pública ubicada en Ankara, capital de Turquía. Fue fundada en 1926 por Mustafa Kemal Atatürk como Instituto de Formación del Profesorado, que desde entonces lleva su sobrenombre Gazi. En 1982, se reorganizó fusionándose con la Academia Bolu de Ingeniería y Arquitectura, la Academia de Economía y Ciencias Comerciales de Ankara, el Colegio universitario de Carreras Técnicas de Ankara, el Colegio universitario femenino de Carreras Técnicas de Ankara y la Academia Estatal de Ingeniería y Arquitectura de Ankara para formar una gran universidad metropolitana a través de la ley de la Junta de Educación Superior. En 1992, el resto de Colegios universitarios de Bolu se convirtieron en la Universidad Abant Izzet Baysal.
La Universidad Gazi consta de 21 facultades, 4 escuelas, 11 escuelas de formación profesional, 52 centros de investigación y 7 institutos de posgrado. Con un total aproximado de 77.000 estudiantes, de los cuales unos 1.500 provienen de los estados turcos de Asia Central y 5.000 están matriculados en programas de posgrado, es una de las universidades más grandes de Turquía. La Facultad de Ciencias de la Educación supera las 3.000 personas.

## Ranking
La Universidad Gazi ocupó el sexto lugar en el Ranking de Universidades Turcas de la URAP en 2021. La URAP también clasificó a Gazi en el cuarto lugar en materias como Ingeniería y Tecnología en Turquía. Según CWUR, Gazi ocupa el puesto 844 en el Ranking Mundial de Universidades de 2022. En el ranking QS, Gazi se ubicó entre la categoría 801-1000 en 2021. En QS Rankings 2022, Gazi está clasificada en eñ puesto 21  en la materia de Ciencias de la Educación en todo el mundo y ocupó el primer lugar en Turquía en la misma materia. En RUR 2022  Gazi ocupa el puesto 653 en el Ranking Mundial de Universidades.

## Facultades
- Facultad de Arquitectura
- Facultad de Odontología
- Facultad de Ingeniería
- Facultad de Bellas Artes

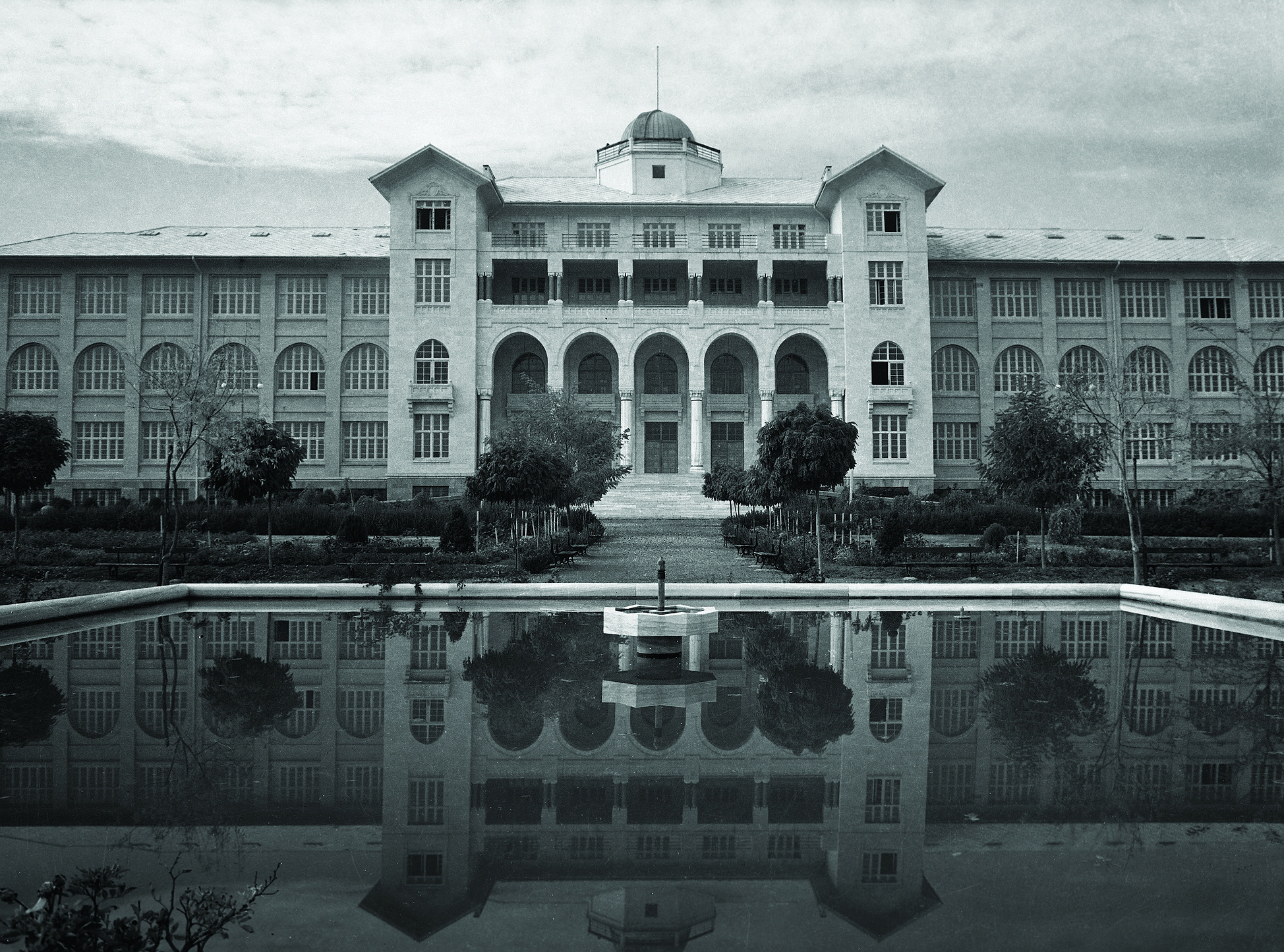
Universidad de Gazi, Facultad de Ciencias de la Educación

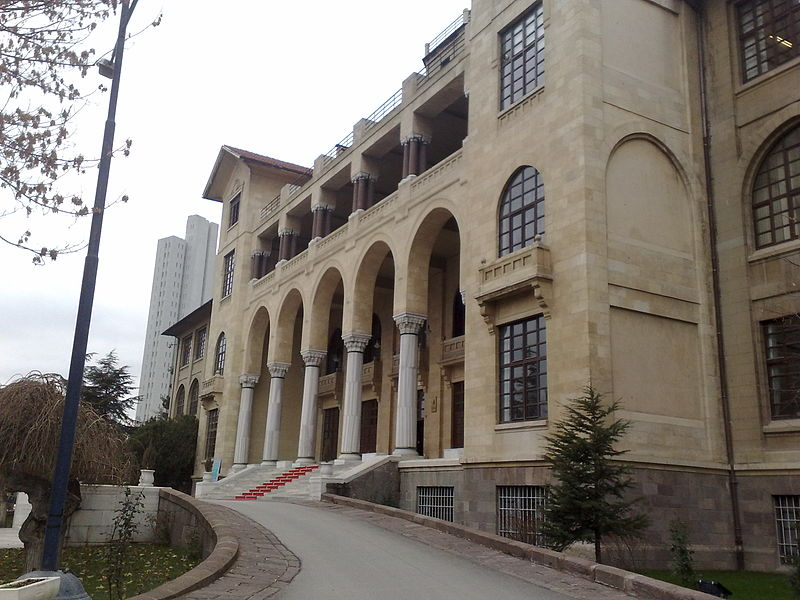
Universidad Gazi

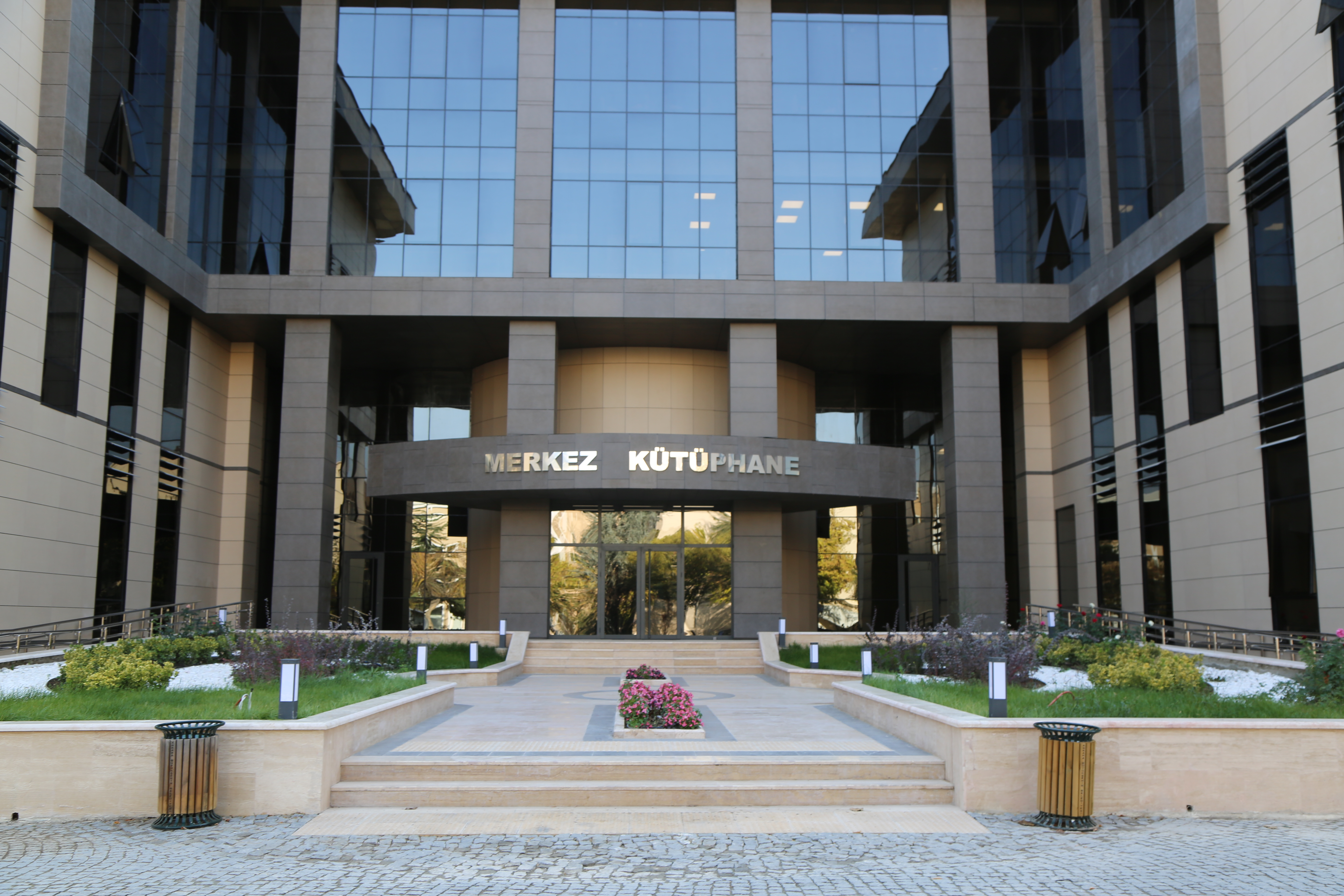
Biblioteca de la Universidad Gazi.

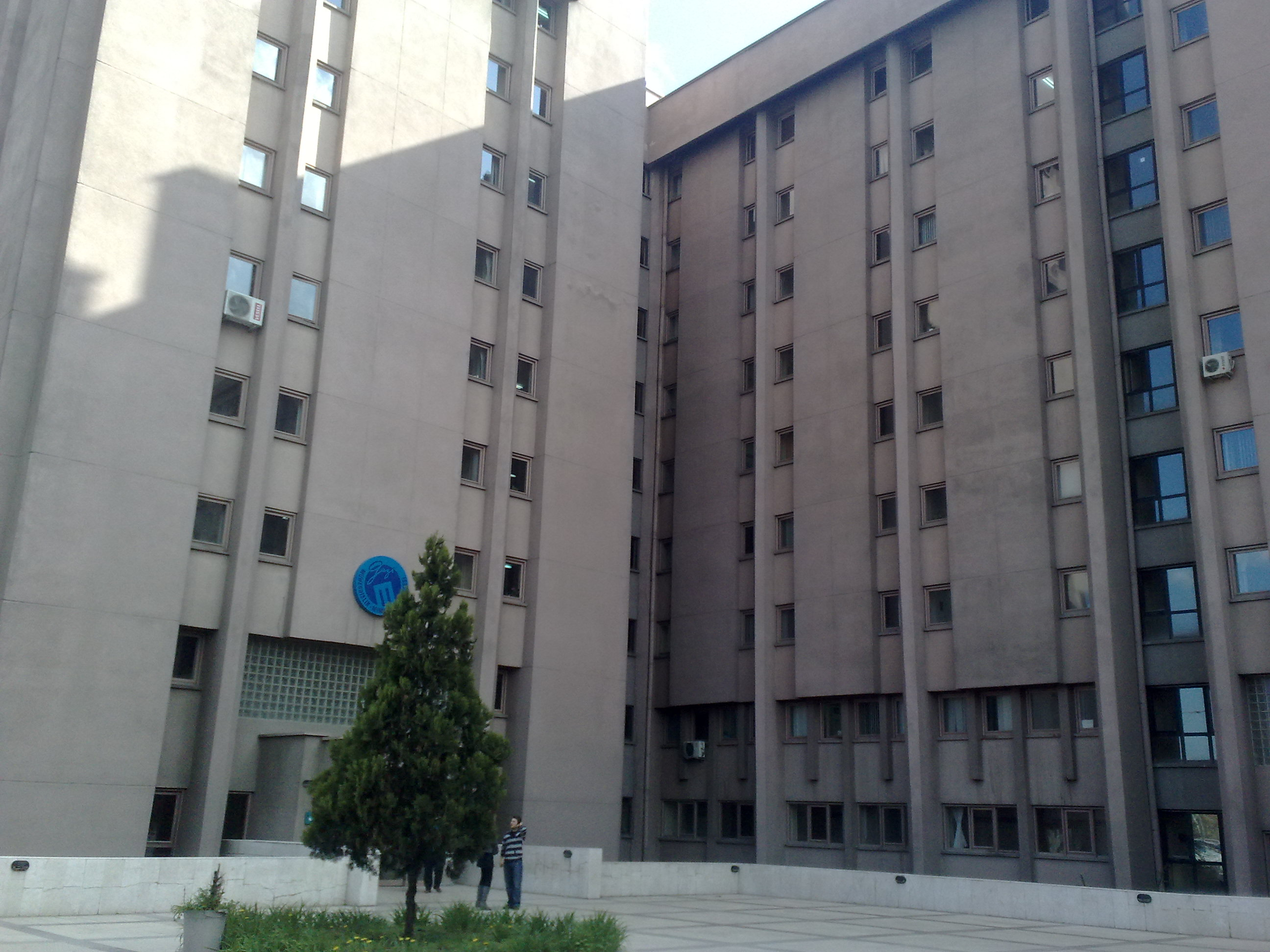
Universidad Gazi, Facultad de Ingeniería

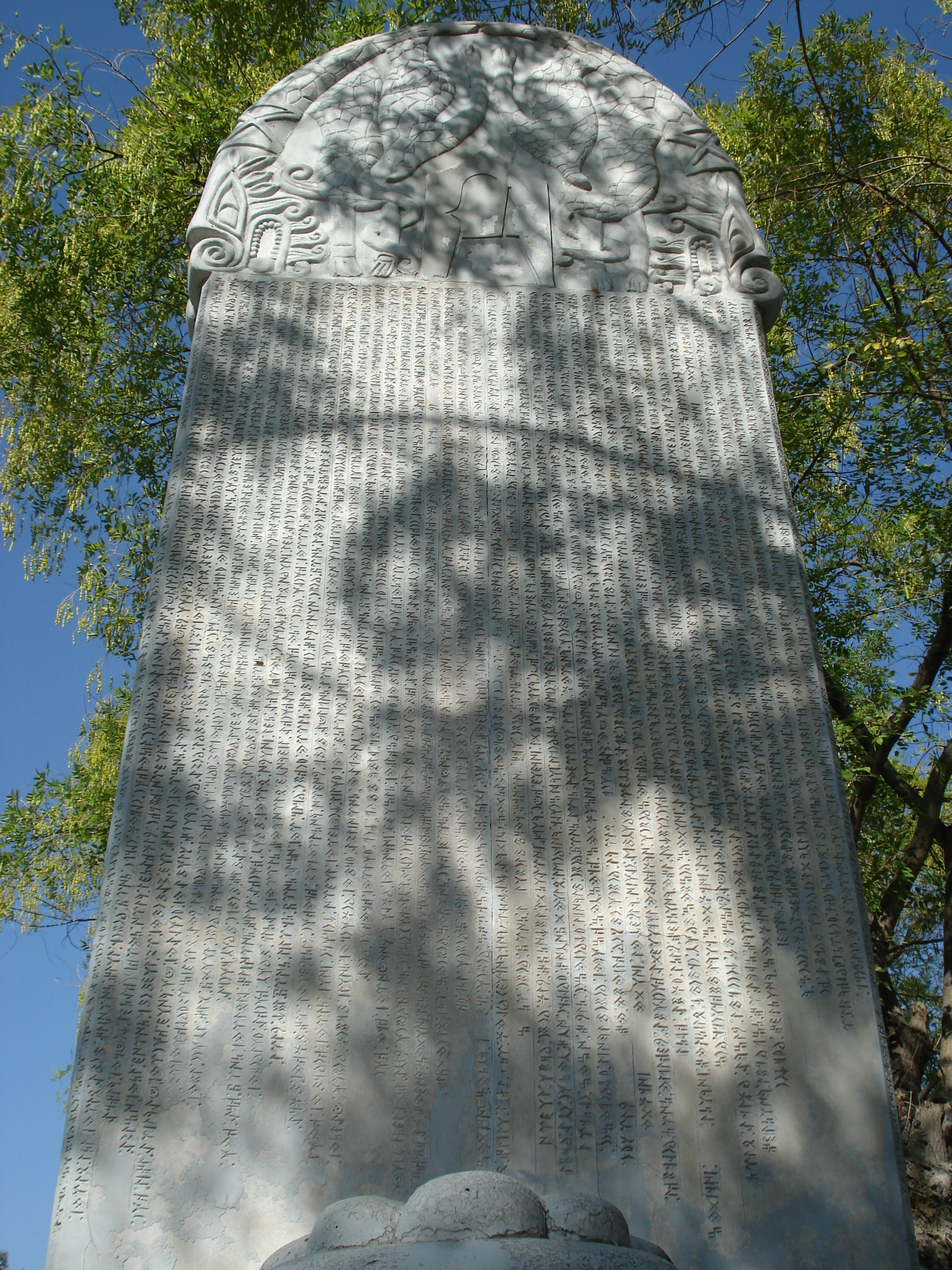
Réplica del complejo conmemorativo de Bilge Qaghan en el campus universitario

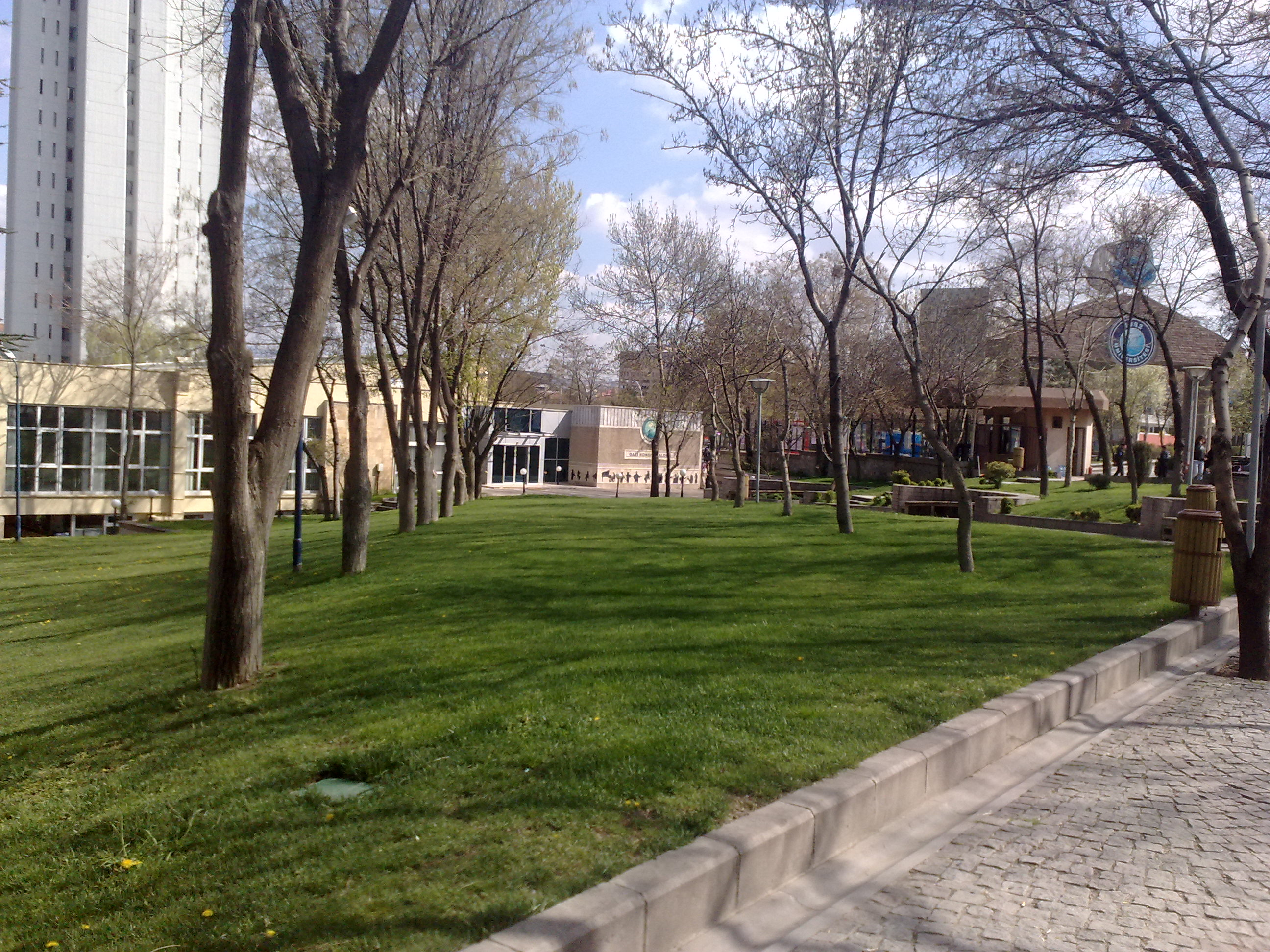
Campus universitario

- Facultad de Ciencias de la Salud
- Facultad de Medicina
- Facultad de Farmacia
- Facultad de Ciencias
- Facultad de Educación Técnica
- Facultad de Tecnología
- Facultad de Ciencias de la Educación Gazi
- Facultad de Educación en Artes Industriales

Algunas facultades anteriores se han separado de la Universidad Gazi y ahora están operando bajo el paraguas de la Universidad AHBV.

## Escuelas de posgrado
- Facultad de Ciencias de la Educación
- Escuela de Graduados de Bellas Artes
- Escuela de Graduados en Ciencias de la Salud
- Escuela de Graduados de Informática
- Escuela de Posgrado de Investigación y Prevención de Accidentes
- Escuela de Graduados de Ciencias
- Escuela de Graduados en Ciencias Sociales

## Escuelas
- Escuela de Banca y Seguros
- Escuela de Idiomas Extranjeros
- Escuela del Catastro y Registro
- Escuela de Educación Física y Deporte

## Escuelas profesionales
- Escuela Profesional de Ankara
- Escuela Profesional Atatürk
- Escuela Profesional de Ciencias Técnicas Beypazari
- Escuela de Educación a Distancia/Escuela Profesional de Aprendizaje
- Escuela Profesional Gazi
- Escuela Profesional Ostim
- Escuela Profesional de Ciencias Sociales Polatlı
- Escuela Profesional de Servicios de Salud
- Escuela Profesional del Catastro y Registro
- Escuela Profesional de Derecho
- Escuela Profesional de Finanzas Públicas

## Rector
El rector de la Universidad Gazi es Musa Yıldız.

## Campus
La Universidad Gazi es una ciudad-universidad que tiene una multitud de campus alrededor de Ankara, la capital de Turquía. Su campus principal está situado en Beşevler.
Los campus de la universidad se encuentran casi directamente dentro de la ciudad, lo que facilita la búsqueda de casas para vivir y centros de compras, para los estudiantes. Hay muchas actividades en estos campus para estudiantes, como el Festival de Primavera, conciertos gratuitos, conciertos de inauguración, torneos deportivos, representaciones teatrales y actuaciones de clubes de estudiantes, así como seminarios científicos y culturales.

## Biblioteca Central de la Universidad Gazi
La Biblioteca Central de la Universidad de Gazi tiene 150.000 libros, 62.000 publicaciones periódicas y 10.000 tesis TFM (trabajo fin de máster). La biblioteca está suscrita a 700 publicaciones periódicas en idiomas extranjeros y 600 en turco, y brinda acceso a 20.000 revistas en línea y 30 bases de datos en línea. Las colecciones se encuentran predominantemente en turco, inglés y alemán. Se organizan programas de orientación en la biblioteca para nuevos estudiantes de Gazi.